# Paudorf
Paudorf è un comune austriaco di 2 539 abitanti nel distretto di Krems-Land, in Bassa Austria; ha lo status di comune mercato (Marktgemeinde). Nel 1971 ha inglobato i comuni soppressi di Höbenbach, Krustetten e Tiefenfucha.